# 达扎·阿旺松绕图多旦巴杰增
达扎·阿旺松绕图多旦巴杰增（藏語：སྟག་བྲག་ངག་དབང་གསུང་རབ་མཐུ་སྟོབས，威利转写：stag brag ngag dbang gsung rab mthu stobs，藏语拼音：Taktra Ngawang Sungrab Thutob；1874年—1952年），藏族，籍贯不详，藏传佛教格鲁派第三世达扎活佛，曾任西藏摄政。

## 生平

### 早年生涯
达扎·阿旺松绕图多旦巴杰增是西藏堆龙德庆附近打聋札业党寺的达扎活佛，在藏传佛教活佛系统中级别较低。早年，曾在十三世达赖的经师普觉活佛处灌顶传经。他是五世热振活佛的经师，第十三世达赖喇嘛的参厦（侍读僧），第十四世達賴喇嘛的副经师（正经师为五世热振活佛）。
1941年1月，五世热振活佛辞去西藏摄政的职务，并推荐自己的经师、已经六十多岁的的达扎继任摄政三年。

### 设立外交局
继任摄政后，达扎一改热振在任时同国民政府的友好姿态，傾向英属印度当局，并积极推動西藏独立。1942年7月，西藏噶厦宣布成立“外交局”，并致电各國驻藏办事处，要求此后一切往来均须同外交局洽办，不得再同噶厦发生直接往来。英國駐拉薩使團对此当即同意。国民政府蒙藏委员会驻藏办事处处长孔庆宗拒绝同外交局联系，并急电国民政府称：
查外交局性质係於外国洽办事件之机关，今噶厦告职须向该局洽办一切事件，是视中央为外国，示西藏为独立国。如我予以承认，则前此国际条约所订西藏为中国领土之文无形失消，而西藏与外国所订明密各约未为中央所承认者无形有效。事关重大，中央似宜明电噶厦不承认该局，中央驻藏官员仍须照旧与噶厦接洽一切事件⋯⋯
国民政府收到此消息后，致电噶厦称，“藏方为处理地方涉外事务而有设置机构之必要，则应遵守下列两事：（甲）有关国家利益问题，即政治问题，必须秉承中央意志处理；（乙）中央与西藏一切往还接洽方式，仍应照旧，不得经由上述外务机构，等因，特此电达，即希查照办理。”同时，国民政府指示国民政府蒙藏委员会驻藏办事处称：“⋯⋯ 中央与西藏间一切接洽，如藏方须经由上述外务机构，即令蒙藏委员会驻藏办事处暂停对藏一切接洽，该处孔处长仍留藏办理情报事务，所有中央与西藏间一切接洽，该由蒙藏委员会与噶厦及西藏驻渝代表办理。”
噶厦后来曾要求国民政府蒙藏委员会驻藏办事处同外交局联系，但未果，便决定停止向国民政府蒙藏委员会驻藏办事处提供木柴、炭等必需的燃料以及服务人员，并要求国民政府将孔庆宗撤回。此举遭到国民政府反对。国民政府行政院和外交部当即致电蒙藏委员会，指出该问题攸关西藏的政治地位、中日戰爭的推进，要求蒙藏委员会坚守国家的主权，并进行了军事布置。由于国民政府态度十分强硬，噶厦被迫放弃了让蒙藏委员会驻藏办事处同外交局联系的命令。

### 英语学校风波
1943年，英国驻江孜商务领事馆的黎吉生、锡金总督助理梅加西诺向噶厦提出建议称：“现在国际上通行英语文，为使西藏在政治、军事、工业各方面能够独立行事，应让更多的藏族青年学习英语。”噶厦随即向达扎摄政提出开设英语学校，并迅速得到达扎同意。英语学校准备建在拉萨鲁布。藏历六月十一日，英语学校在暂被借为校舍的冲吉林卡举行了开学典礼，噶厦孜本噶雪·曲吉尼玛、夏格巴·旺秋德典参加开学典礼，并宣读噶厦的书面指令。不久，由于传统势力三大寺等各寺僧人强烈反对，英语学校在半年后被迫停办。

### 热振事件

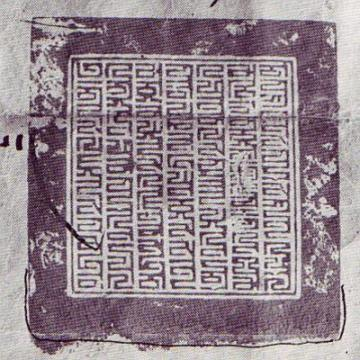
达扎的印鉴

1944年12月，噶厦和色拉寺杰扎仓、阿巴扎仓由于林周宗事件正在处于激烈对抗之中，原摄政热振来到拉萨主持色拉寺一扎仓大殿的落成仪式，并面见达扎，希望达扎按照约定将摄政权力归还热振。但是达扎拒绝了热振的还政要求。此时，达扎一方面看到色拉寺杰扎仓、阿巴扎仓对抗噶厦，另一方面受到热振还政的压力，认为自己的权力受到强烈威胁。于是，达扎开始迫害热振。热振转而派人前往中国内地，企图获得国民政府的支持。达扎得知热振派人赴中国内地后，当即派噶伦索康·旺钦格勒、噶伦拉鲁·次旺多吉、藏军总司令格桑楚臣赴热振寺逮捕热振，同时查封了热振拉章（官邸），逮捕了热振扎萨（管家）、噶多喇嘛等人。此举引起色拉寺杰扎仓僧人反对，他们要求色拉寺杰扎仓堪布为热振说情，但遭到堪布拒绝，堪布还参与查封热振拉章。色拉寺杰扎仓僧人遂在嘉色噶波的率领下，赴管家住宅，请求管家和堪布救出热振。管家开枪打伤嘉色噶波，色拉寺杰扎仓僧人们便打死了管家和堪布，采用武力对抗噶厦。最后噶厦派军队镇压了色拉寺杰扎仓僧人。
热振被捕后，几天之后便受到“民众大会”成员组成的审讯委员会的审讯，并被关押在布达拉宫夏钦角监狱内，后于1947年5月8日在布达拉宫夏钦角圆寂。

### 从亞洲關係會議到驱汉事件
1946年6月，摄政达扎活佛在僧俗民众会议上自封“杰布呼图克图”名号，开创了西藏历史上自封呼图克图的先例。达扎派出西藏代表团参加了1947年3至4月在印度举行的亞洲關係會議。1948年，达扎派夏格巴组织了“西藏商务代表团”访问印度、欧洲、美国等地，以争取各国支持西藏的独立事业。1949年7月，经达扎同然巴·土登贡钦（首席嘎伦）、索康·旺钦格勒（嘎伦）、柳霞·图登塔巴（西藏外交局僧官总管）、索康·旺钦次登（索康·旺钦格勒的父亲，西藏外交局俗官总管）等人策划，发生了驱逐国民政府蒙藏委员会驻拉萨办事处的“驱汉事件”。

### 下台与去世
1950年11月8日，昌都战役结束，藏军被中国人民解放军击败，昌都被中国人民解放军占领。西藏噶厦内的改革派力量支持达赖亲政。当时，西藏高层请护法乃琼曲吉、嘎东降神，两位护法被问到如何使“西藏摆脱厄运”时，均表示“西藏的政教责任和使命应当由通娃顿丹（即达賴）来承担”。摄政达扎及达扎札萨（管家）丹巴塔钦十分失望。达扎随即辞职，并在辞职十天后向前来看望的官员称：“辞职对我来说再悲惨不过，就像眼中进了沙土一样疼痛。”
中國人民解放軍進駐西藏后的1951年冬，达扎在堆龙德庆县自己的寺院内圆寂。